# Commissione per le risorse genetiche per il cibo e l'agricoltura
La Commissione per le risorse genetiche per il cibo e l'agricoltura, il cui acronimo utilizzato è CGRFA dal nome inglese Commission on Genetic Resources for Food and Agriculture, è un organismo intergovernativo, interno alla FAO, responsabile per la conservazione e l'uso sostenibile delle risorse genetiche per il cibo e l'agricoltura.

## Storia e obiettivi
La Commissione è stata creata nel 1983 per discutere questioni relative alle risorse genetiche delle piante di diretto uso alimentare. Nel 1995, la Conferenza della FAO, ha ampliato il suo mandato a coprire tutte le risorse genetiche relative al cibo e l'alimentazione, ossia comprese quelle animali terrestri e acquatiche, e quelle forestali.
Fino dalla sua istituzione, la Commissione è responsabile di una serie di valutazioni dello stato globale delle conoscenze e della conservazione delle risorse genetiche attraverso una serie di pubblicazioni chiamate "State of the World". Gli State of the World pubblicati sono quelli per le piante ed animali. Sono in preparazione per le risorse forestali e quelle acquatiche. Nel 2017 è prevista invece la pubblicazione del primo State of the World sulla biodiversità per il cibo e l'alimentazione.

### I goal strategici della Commissione
La Missione della Commissione riconosce che le risorse genetiche per il cibo e l'agricoltura rappresentano una preoccupazione comune, in quanto tutti i Paesi del mondo dipendono da queste risorse per fornire cibo ai cittadini. Inoltre, visto che spesso queste risorse genetiche provengono da altri Paesi, la Commissione riconosce l'importanza di avere un dialogo intergovernativo continuo che possa identificare le migliori strategie per la loro conservazione e per il loro utilizzo sostenibile.
La Commissione si prefigge 5 obiettivi strategici, ossia:
1. mantenere il ruolo di coordinamento nelle politiche settoriali e intersettoriali riguardanti la conservazione e l'utilizzo delle risorse genetiche per il cibo e l'agricoltura;
2. monitorare lo stato delle risorse genetiche nel mondo;
3. raggiungere un consenso internazionale sulle politiche e sui programmi di azione per la conservazione e l'uso sostenibile delle risorse genetiche e dell'equa ripartizione dei benefici derivanti;
4. contribuire a rinforzare le politiche nazionali e regionali riguardanti la biodiversità per il cibo e l'agricoltura e promuovere la cooperazione per rinforzare le capacità dei Paesi a questo riguardo;
5. continuare a rinforzare la cooperazione sulla biodiversità per il cibo e l'agricoltura.

### Il trattato internazionale sulle risorse fitogenetiche
Fra i poteri della Commissione esiste quello dei creare degli strumenti per la gestione e la conservazione delle risorse genetiche. Negli anni novanta gli Stati membri della Commissione hanno iniziato a definire una vera e propria convenzione per le risorse fitogenetiche, dopo sette anni di negoziato coordinato dalla Commission, la Conferenza della FAO ha adottato il Trattato internazionale sulle risorse fitogenetiche per l'alimentazione e l'agricoltura (Risoluzione 3/2001).
Questa convenzione è un trattato legalmente vincolante che mira a garantire la sicurezza alimentare attraverso la conservazione, lo scambio e l'uso sostenibile delle risorse fitogenetiche mondiali per l'alimentazione e l'agricoltura, così come pure l'equa condivisione dei benefici che possano nascere dal suo uso. Il Trattato riconosce i diritti degli agricoltori ad accedere e ad utilizzare le risorse genetiche, ed ha identificato un Sistema Multilaterale per facilitare l'accesso alle risorse fitogenetiche per il cibo e l'agricoltura.

### Il segretariato
I lavori della Commissione sono coordinati da un piccolo segretariato basato presso la FAO.

## Risorse genetiche e sicurezza alimentare
Le risorse genetiche per il cibo e l'agricoltura sono fra le risorse più importanti del pianeta per l'essere umano. Queste risorse comprendono le sementi delle varie piante coltivate, le varie razze di bestiame, gli organismi acquatici utilizzati come cibo o come mangime in acquacoltura, le specie e le varietà di alberi coltivati, i microorganismi e gli invertebrati che interagiscono con i sistemi agricoli sia in modo negativo (ad esempio i parassiti) o in modo positivo (ad esempio i predatori di parassiti).
La nostra capacità di produrre cibo dipende dalla interazione, in parte naturale in parte mediata dall'uomo, di tutti questi elementi e da altri fattori quali quelli climatici e quelli relativi alla qualità del terreno e delle acque.
La diversità delle risorse genetiche, che è una componente della biodiversità, è quindi indispensabile. A parte le diverse varietà di piante quali il riso, il grano, il mais, la frutta e le molte specie e razze di animali allevati sia bovini, suini ma anche pollame e pesci, si devono ricordare anche le risorse genetiche meno conosciute.
Gli insetti impollinatori sono responsabili per la fecondazione dei fiori e quindi per la produzione di frutti. Le diverse varietà di batteri sono responsabili per la fermentazione degli zuccheri in alcool, per la produzione di formaggi dai diversi sapori, per la lievitazione delle farine, per la digestione dei ruminanti. Alcune ife fungine stabiliscono dei rapporti di simbiosi con alcune piante, chiamate micorrize, spesso indispensabili per la vita delle piante stesse.
Agricoltura, allevamento, gestione forestale, e altri sistemi di domesticazione ad uso alimentare, attraverso incroci selettivi e altri sistemi antichi, avevano plasmato il corredo cromosomico delle specie selvatiche creando le migliaia, forse centinaia di migliaia, di varietà di piante e di razze di animali capaci di sopravvivere negli ambienti più diversi e di fornire gli elementi nutritivi di cui l'uomo necessita.
Negli ultimi decenni questa diversità genetica, su cui si basa direttamente la vita ed il benessere umano, ha subito una serie di crisi. Molte varietà e razze si sono estinte, il ricco patrimonio genetico su cui l'uomo ha lavorato per millenni si sta erodendo, molta diversità si è già perduta e molta è a rischio.
Sempre di più l'uomo si affida a un ristretto numero di specie animali e vegetali per la propria nutrizione, diminuendo in maniera pericolosa la capacità dei sistemi agricoli di contrapporsi alle ulteriori crisi che si prospettano quali ad esempio il cambiamento climatico.

## I paesi membri
A giugno 2011 gli Stati membri della Commissione sono 173, suddivisi nelle 7 regioni statutarie, più l'Unione europea.
| Africa | Asia | Medio Oriente | Europa | America Latina e Caraibi | Nord America                  | Sud Ovest Pacifico                                                                                    |
| --- | --- | --- | --- | --- | ----------------------------- | --- |
| Algeria, Angola, Benin, Botswana, Burkina Faso, Burundi, Camerun, Capo Verde, Ciad, Comore, Costa d'Avorio, Eritrea, Etiopia, Gabon, Gambia, Ghana, Guinea, Guinea-Bissau, Guinea Equatoriale, Kenya, Lesotho, Liberia, Madagascar, Malawi, Mali, Marocco, Mauritania, Mauritius, Mozambico, Namibia, Niger, Nigeria, Repubblica Centrafricana, Repubblica del Congo, Repubblica Democratica del Congo, Ruanda, Sao Tome e Principe, Senegal, Seychelles, Sierra Leone, Sudafrica, Sudan, Swaziland, Tanzania, Togo, Tunisia, Uganda, Zambia, Zimbabwe | Bangladesh, Bhutan, Birmania, Cambogia, Cina, Corea del Nord, Corea del Sud, Emirati Arabi Uniti, Filippine, Giappone, India, Indonesia, Kazakistan, Laos, Maldive, Malesia, Mongolia, Nepal, Pakistan, Sri Lanka, Thailandia, Vietnam | Afghanistan, Arabia Saudita, Egitto, Giordania, Iran, Iraq, Kuwait, Kirghizistan, Libano, Libia, Oman, Qatar, Siria, Yemen | Albania, Armenia, Austria, Azerbaigian, Belgio, Bosnia ed Erzegovina, Bulgaria, Cipro, Croazia, Danimarca, Estonia, Finlandia, Francia, Georgia, Germania, Grecia, Irlanda, Islanda, Israele, Italia, Lettonia, Lituania, Lussemburgo, Macedonia, Malta, Moldavia, Norvegia, Paesi Bassi, Polonia, Portogallo, Regno Unito, Repubblica Ceca, Romania, Russia, San Marino, Serbia, Slovacchia, Slovenia, Spagna, Svezia, Svizzera, Turchia, Ucraina, Ungheria, Unione Europea | Antigua e Barbuda, Argentina, Bahamas, Barbados, Belize, Bolivia, Brasile, Cile, Colombia, Costa Rica, Cuba, Dominica, Ecuador, El Salvador, Giamaica, Grenada, Guatemala, Guyana, Haiti, Honduras, Messico, Nicaragua, Panama, Paraguay, Perù, Repubblica Dominicana, Saint Kitts e Nevis, Saint Vincent e Grenadine, Santa Lucia, Suriname, Trinidad e Tobago, Uruguay, Venezuela | Canada, Stati Uniti d'America | Australia, Figi, Isole Cook, Isole Salomone, Nuova Zelanda, Papua Nuova Guinea, Samoa, Tonga, Vanuatu |